# GTO Records
GTO Records was een Brits platenlabel, dat in 1974 werd opgericht door Laurence Myers en Dick Leahy. Het bracht vooral pop- en discomuziek uit. Het was een onderdeel van de Gem Toby Organisation, een muziekproductiefirma die in 1972 was ontstaan door de fusie van de Gem groep onder Laurence Myers en de firma Toby van David Joseph. Dick Leahy werd de managing director van het label. Hij had daarvoor Bell Records geleid.
De eerste singles op GTO waren "Judy Played The Jukebox" van Scott Fitzgerald en "Up In A Puff Of Smoke" van Polly Brown, de vroegere zangeres van de groep Pickettywitch.
GTO had als onafhankelijk platenlabel in de periode 1975-1978 een reeks hits in het Verenigd Koninkrijk, met onder meer Dana, Fox, Billy Ocean, Heatwave, The Dooleys en The Walker Brothers na hun reünie. Het label bracht ook de platen van Donna Summer uit in het Verenigd Koninkrijk.
GTO werd in 1977 gekocht door CBS. Het bleef bestaan als een afzonderlijke entiteit in het Verenigd Koninkrijk; in de Verenigde Staten kwamen de platen uit op Columbia of Epic. GTO contracteerde nadien nog de Britse synthpopband New Musik maar verloor de distributie van de platen van Donna Summer aan Casablanca Records.
Leahy bleef het label leiden tot hij in 1981 ontslag nam. GTO Records hield kort nadien op te bestaan. Leahy richtte een paar jaar later met Bryan Morrison de muziekuitgeverij Morrison Leahy Music op, die veel succes oogstte met de publishing voor Wham! en George Michael.